# Costa Rica az 1992. évi téli olimpiai játékokon
Costa Rica a franciaországi Albertville-ben megrendezett 1992. évi téli olimpiai játékok egyik részt vevő nemzete volt. Az országot az olimpián 1 sportágban 4 sportoló képviselte, akik érmet nem szereztek.

## Alpesisí
Férfi
| Versenyző           | Versenyszám      | 1. futam      | 1. futam      | 2. futam      | 2. futam      | Összesítés | Összesítés |
| Versenyző           | Versenyszám      | Idő           | Hely.         | Idő           | Hely.         | Idő        | Helyezés   |
| ------------------- | ---------------- | ------------- | ------------- | ------------- | ------------- | ---------- | ---------- |
| Gabriel Chernacov   | Óriás-műlesiklás | 2:11,34       | 112.          | nem ért célba | nem ért célba | kiesett    | kiesett    |
| Martin Chernacov    | Óriás-műlesiklás | nem ért célba | nem ért célba | kiesett       | kiesett       | kiesett    | kiesett    |
| Julián Muñoz        | Műlesiklás       | 1:53,09       | 79.           | 1:51,02       | 64.           | 3:44,11    | 64.        |
| Julián Muñoz        | Óriás-műlesiklás | 1:47,78       | 110.          | 1:58,73       | 90.           | 3:46,51    | 90.        |
| Alejandro Preinfalk | Műlesiklás       | 2:09,83       | 81.           | 2:19,30       | 65.           | 4:29,13    | 65.        |
| Alejandro Preinfalk | Óriás-műlesiklás | 2:04,91       | 111.          | 2:44,15       | 91.           | 4:49,06    | 91.        |